# Vittorio Cottafavi
Vittorio Cottafavi (n. 30 ianuarie 1914, Modena, Italia – d. 14 decembrie 1998, Roma, Italia) a fost un regizor de film și scenarist italian. 

## Filmografie selectivă

### Film
- 1939 Abuna Messias, regia Goffredo Alessandrini, scenariul
- 1941 Nozze di sangue, regia Goffredo Alessandrini, scenariul
- 1943 Quelli della montagna, regia Aldo Vergano, regizor asistent
- 1943 I nostri sogni, scenariul și regia
- 1944 La porta del cielo, regia Vittorio De Sica, actor
- 1946 Lo sconosciuto di San Marino, regia Michał Waszyński, scenariul
- 1947 Fiamme sul mare, scenariul și regia
- 1948 La grande strada, regia
- 1949 La fiamma che non si spegne, regia

- 1951 Una donna ha ucciso, scenariul și regia
- 1952 Il boia di Lilla, scenariul și regia
- 1953 Il cavaliere di Maison Rouge, scenariul și regia
- 1953 Traviata '53, regia
- 1954 Avanzi di galera, regia
- 1954 Una donna libera, regia
- 1954 In amore si pecca in due), regia
- 1954 Nel gorgo del peccato, regia
- 1956 Fiesta brava, scenariul și regia
- 1958 La rivolta dei gladiatori, regia
- 1959 Messalina, Venere imperatrice, regia
- 1959 Le legioni di Cleopatra, scenariul și regia

- 1960 La vendetta di Ercole, regia
- 1961 Hercule cucerește Atlantida (Ercole alla conquista di Atlantide), scenariul și regia
- 1961 Le vergini di Roma, regia
- 1961 Il mondo è una prigione, regia
- 1963 Il taglio del bosco, regia
- 1964 I cento cavalieri, subiectul, scenariul și regia
- 1965 Antonio e Cleopatra, regia
- 1975 I Persiani), regia
- 1981 Maria Zef, regia
- 1985 Il diavolo sulle colline, regia

### Televiziune
- Sette piccole croci de Georges Simenon, transmis TV în 1957.
- Umiliati e offesi de Fjodor Dostojevskij, transmis TV de la 27 septembrie la 18 octombrie 1958.
- La trincea de Giuseppe Dessì,  transmis TV la 4 noiembrie 1961.
- Operazione Vega, transmis TV în 1962.
- Il mondo è una prigione de Guglielmo Petroni, transmis TV la 24 octombrie 1962.
- Nozze di sangue de Federico García Lorca, transmis TV la 3 mai 1963.
- Ai poeti non si spara, transmis TV în 1965.
- Vita di Dante de Giorgio Prosperi, transmis TV de la 12 la 19 decembrie 1965.
- Quinta colonna de Pietro Leoni, transmis TV de la 25 septembrie la 16 octombrie 1966.
- Don Giovanni, transmis TV în 1967.
- Le Troiane, transmis TV la 17 februarie 1967.
- Cristoforo Colombo, transmis TV de la 22 septembrie la  13 octombrie 1968.
- Oliver Cromwell ritratto di un dittatore, transmis TV  la 4-5 februarie 1969.
- Una pistola in vendita de Graham Greene, transmis TV de la 22 februarie la 8 martie 1970.
- I racconti di Padre Brown, transmis TV în 1970.
- A come Andromeda de Fred Hoyle e John Eliott, transmis TV de la 4 ianuarie la 1 februarie  1972.
- L'allodola de Jean Anouilh, transmis TV la 16 martie 1973.
- Napoleone a Sant'Elena, transmis TV de la 28 octombrie la 18 noiembrie 1973.
- Sotto il placido Don, transmis TV de la 18 septembrie la 16 octombrie 1974.
- Con gli occhi dell'occidente de Joseph Conrad, transmis TV de la 2 la 16 noiembrie 1979.